# كورتس أوسانو

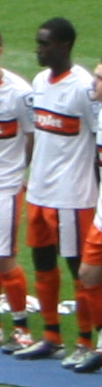

كورتس جيفري أوسانو (بالإنجليزية: Curtis Osano)‏، من مواليد 8 مارس 1987 في ناكورا في كينيا، لاعب كرة قدم إنجليزي.
بدأ مسيرته الكروية مع نادي ريدينغ في عام 2005، وهو يلعب معهم حتى الآن، وفي موسم 2006/2007 أعير إلى نادي ألدرشوت تاون، ولعب معهم 10 مباريات، وفي عام 2007 أعير إلى نادي ووكنغ، ولعب معهم 14 مباراة.

## روابط خارجية
- كورتس أوسانو على موقع قاعدة بيانات كرة القدم.إي يو (الإنجليزية)
- كورتس أوسانو على موقع Soccerbase.com (لاعب) (الإنجليزية)
- كورتس أوسانو على موقع كووورة